# Горное (Ялта)
Го́рное (укр. Гірне, крымскотат. Eriklik, Эриклик) — посёлок на южном берегу Крыма. Входит в городской округ Ялта Республики Крым (согласно административно-территориальному делению России; согласно административно-территориальному делению Украины — в Ливадийский поселковый совет Ялтинского горсовета Автономной Республики Крым).

## Население
| 2001 | 2014 | 2016 |
| ---- | ---- | ---- |
| 85   | ↗147 | →147 |

В Горном 1 улица и жилмассив, площадь посёлка 25,3 гектара, на которых, по данным сельсовета на 2009 год, числилось 83 жителя.

## География
Расположен в 3 км на юг от Ялты, юго-западней Ливадии, на 400 м выше в горы от автотрассы 35К-002 Севастополь — Ялта, высота центра посёлка над уровнем моря 308 м.

## История
Название Эриклик в переводе с крымскотатарского означает «сливовый сад» (вариант «долина слив»). Дворец в этой местности был построен для больной туберкулёзом императрицы Марии Александровны в середине XIX века по совету С. П. Боткина. Эриклик обозначен на верстовой карте 1890 года. Современный посёлок возник при противотуберкулёзном санатории «Горная здравница» (сейчас — отделение детского санатория «Ласточка») — на 15 июня 1960 года он уже существовал в составе Ливадийского поссовета. По данным переписи 1989 года в селе проживало 84 человека. С 12 февраля 1991 года селение в составе восстановленной Крымской АССР, 26 февраля 1992 года переименованной в Автономную Республику Крым. С 21 марта 2014 года в составе Крыма аннексировано Россией, с 5 июня 2014 года — в Городском округе Ялта.

## Эриклик
Дворец для Марии Александровны, супруги Александра II, был построен (по совету врача-терапевта С. П. Боткина), который, в связи со слабым здоровьем (туберкулёз), рекомендовал императрице проводить осень и зиму на юге. Также, ввиду ухудшения отношений с супругом, было выбрано место в 2 км в стороне от Ливадии, в месте, получившем название Эриклик. Над проектом работали известные архитекторы А. Г. Венсан, В. И. Сычугов. Сам дворец проектировал А. И. Резанов, под руководством которого, в течение апреля-августа 1872 года, дворец был построен.

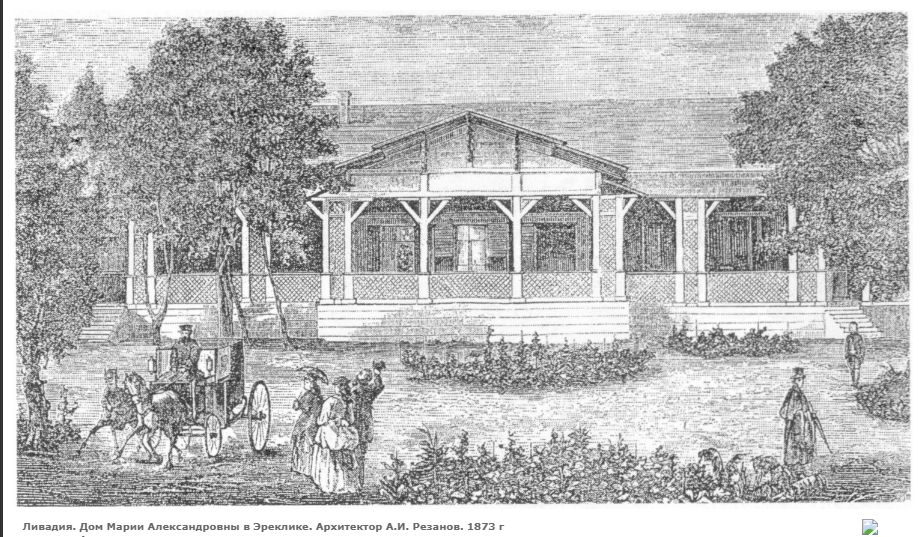
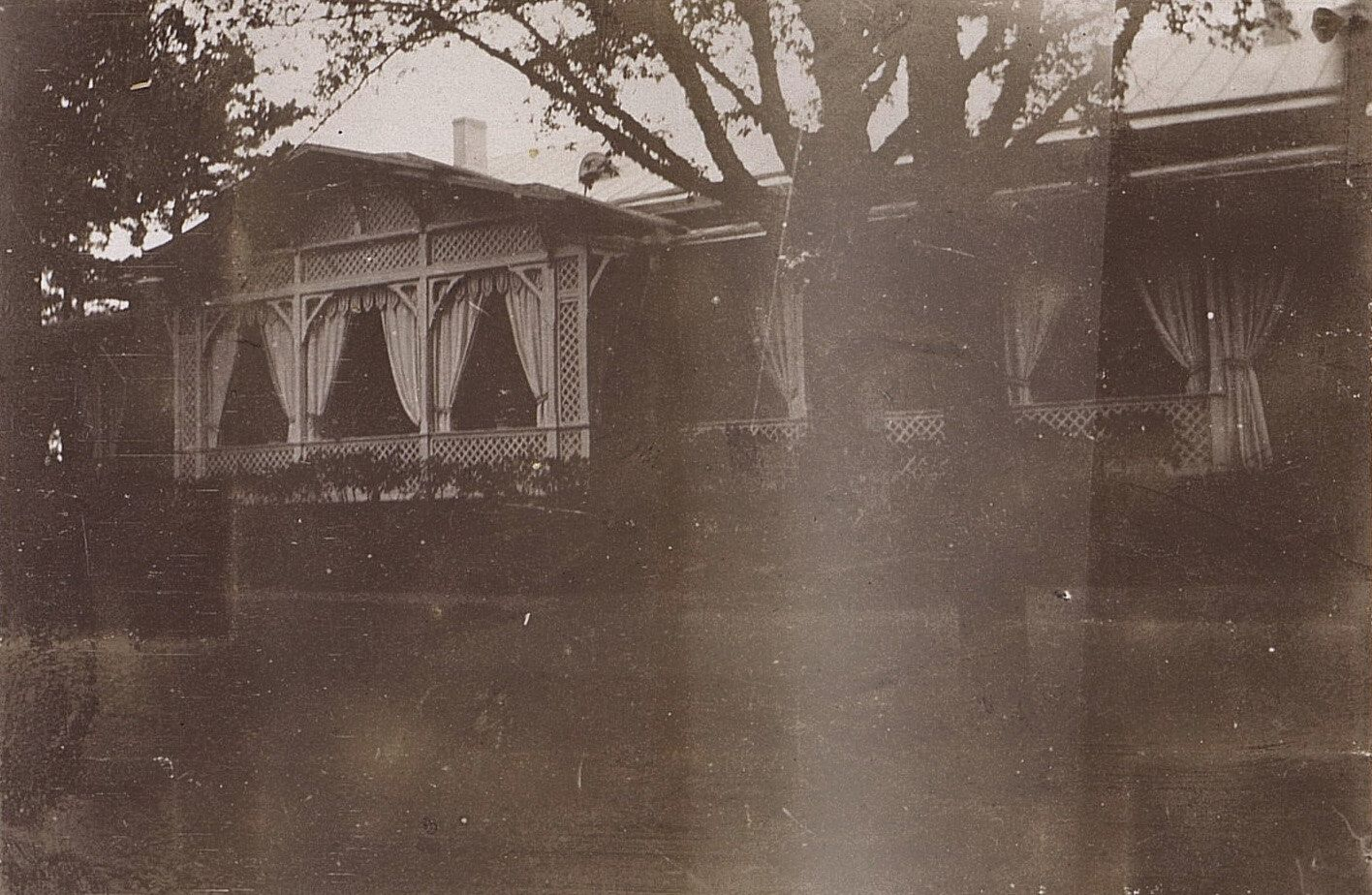
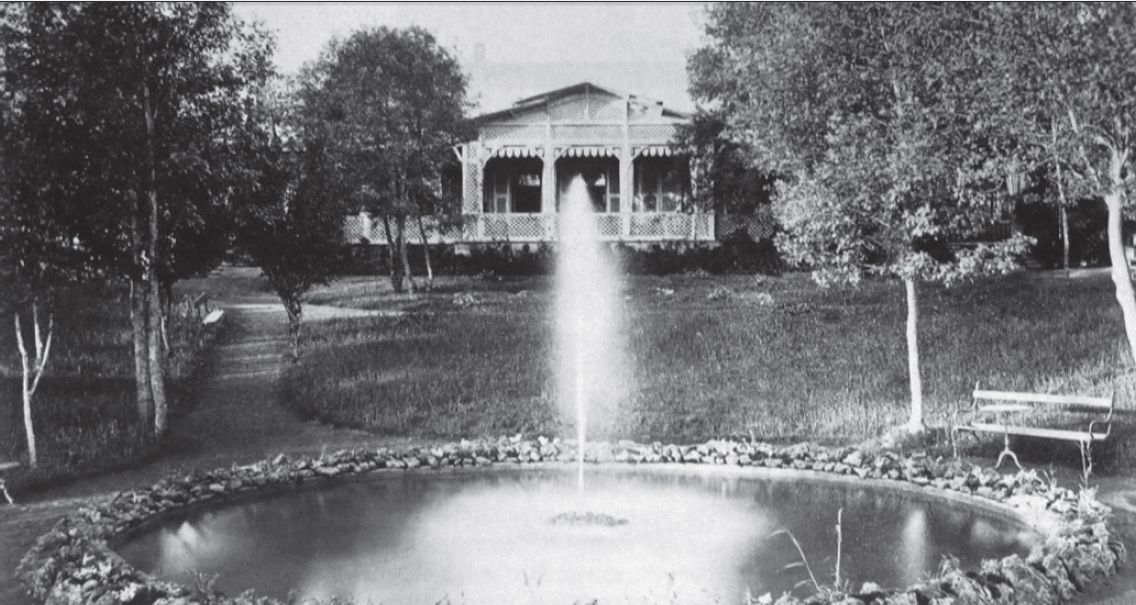
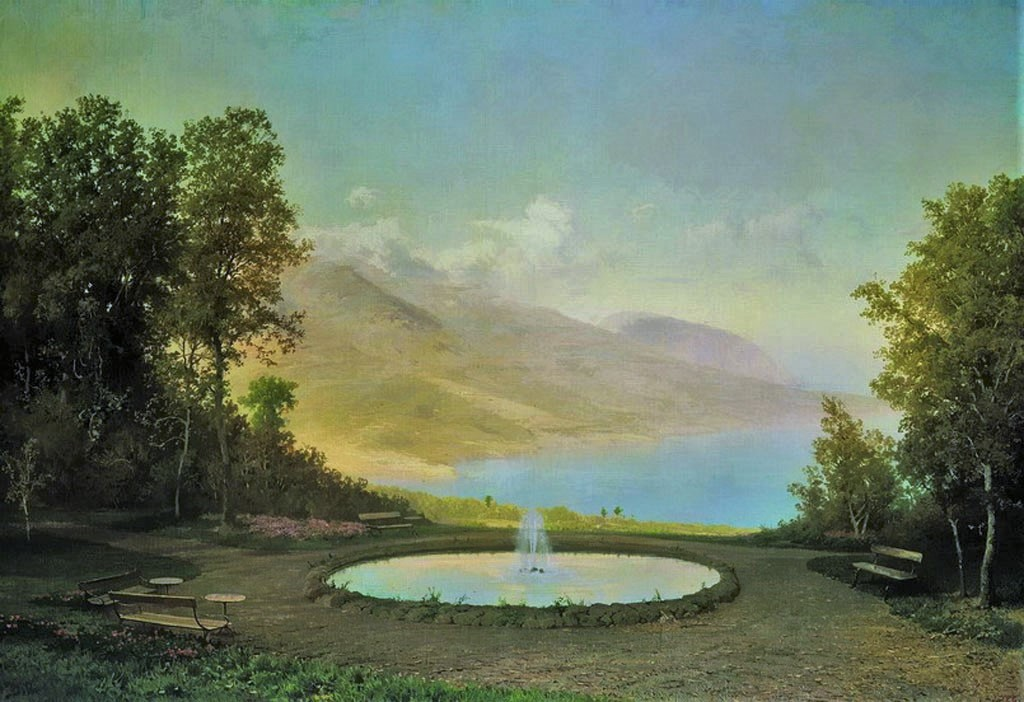
Фёдор Васильев. Эриклик. Фонтан, 1872.

Перед дворцом устроен парковый партер с системой дорожек и круглым фонтаном, растительность расчистили с целью максимально открыть панорамный обзор на горы и море. Архитектурно комплекс создавался уподоблением природы Крыма символическим изображениям горного пейзажа, свойственным китайской живописи. Дворец был деревянный и одноэтажный, состоял из трёх корпусов, соединённых друг с другом под углом 60°. Апартаменты императрицы были обращены в сторону самых красивых видов, смежное помещение отводилось для столовой, за ним — апартаменты для Александра II. Помещения для обслуги находились за «тыловой» частью покоев императрицы. Общая площадь земли, занятая помещениями дворца, составляла 726, 25 м², высота — примерно 5,12 м, всего было 8—10 комнат, беседка в китайском стиле в парке. Впоследствии за дворцом закрепилось название Чаир-Эриклик, в которой часто бывал Николай II с семьей. В начале XX века деревянная дача обветшала, а в середине века её останки были снесены.